# Arnošt Heidrich
Arnošt Heidrich (21. září 1889, Josefov – 12. února 1968, Washington, D. C.) byl československý diplomat a zahraniční politik.

## Život

### Mládí
Narodil se do rodiny vojenského lékárníka Arnošta Heidricha (??–1922). Heidrich ml. vystudoval gymnázium v Sarajevu, kam byl jeho otec převelen, a poté práva ve Vídni a v Praze (1912).

### Diplomat za první republiky
Před vznikem ČSR pracoval jako úředník pro místodržitelství v Praze, v letech 1919–1920 absolvoval diplomatický a konzulární kurs na Právnické fakultě Univerzity Karlovy. Od října téhož roku působil ve službách ministerstva zahraničních věcí, zpočátku jako smluvní a posléze řádný úředník.
Zpočátku byl konzulárním atašé v ústředí, od srpna 1921 pak legačním tajemníkem na čs. zastupitelském úřadě v Ženevě. Po návratu do Prahy v srpnu 1923 byl zařazen do oddělení II/4 pro Společnost národů v politické sekci. Coby expert na problematiku této mezinárodní instituce pravidelně doprovázel i ministra Edvarda Beneše na jeho služebních cestách do Ženevy.
V lednu 1933 byl Heidrich jmenován vedoucím odd. II/4 a roku 1937 také vrchním odborovým radou. V následujícím období se opět zúčastnil některých řádných i mimořádných zasedání Společnosti národů, mj. na podzim 1935 a v březnu 1936, a také jednání čs. diplomacie s velmocemi, například tajných čs. - německých jednání 1936–1937. Tehdy Heidrich pro Beneše vypracoval návrh čs. - německé smlouvy o neútočení.
Krize září 1938 zastihla Arnošta Hedricha v Ženevě, kde od května toho roku působil jako první stálý delegát ČSR u Společnosti národů v Ženevě. V období následujícím po Mnichovské konferenci se ujal funkce prvního čs. předsedy mezinárodní komise pro delimitaci hranic.

### Protektorát a odboj
Po likvidaci zahraniční služby a vzniku Protektorátu Čechy a Morava byl Heidrich jako vrchní rada přeřazen do Národní a univerzitní knihovny, odkud v roce 1941 přešel do knihovny Královské české společnosti nauk. Současně se zapojil do domácího odboje ve skupině Parsifal informující čs. exilovou vládu v Londýně o situaci v Protektorátu.
Arnošt Heidrich byl od února do května 1945 vězněn v Terezíně a následně na Jenerálce. Propuštěn byl na začátku Pražského povstání, 5. května 1945, na příkaz nacistického pohlavára Karla Hermanna Franka, který chtěl v Protektorátu ustanovit přechodnou vládu, aby se zabránilo krveprolití. Heidrich však účast v této vládě odmítl.

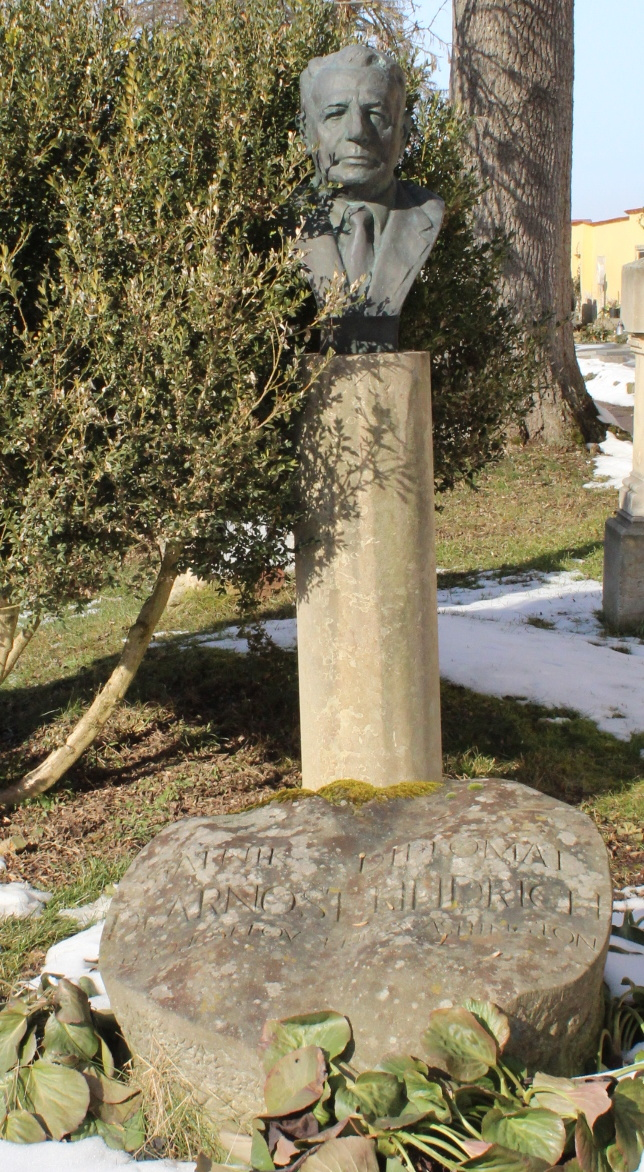
Náhrobek A. Heidricha na hřbitově v Josefově

### Po osvobození Československa
Hned po osvobození se vrátil na obnovené ministerstvo zahraničních věcí. Jmenování prvním generálním sekretářem ministerstva v září toho roku mu umožňovalo výrazně promlouvat do chodu celého úřadu. Opět se zúčastnil mezinárodních jednání, včetně rozhovorů čs. delegace vedené Klementem Gottwaldem v Moskvě, kde Stalin vetoval čs. účast na Marshallovu plánu.
Jako úředník s vazbami na sociální demokracii Heidrich zpočátku setrval v úřadu i po komunistickém převratu. Do USA přes Německo emigroval v polovině listopadu 1948. Tam se stal kromě jiného členem Rady svobodného Československa. Čs. exil zastupoval i ve Shromáždění porobených evropských národů (ACEN).
V roce 1998 mu bylo uděleno čestné občanství města Jaroměře.